# Federatie van Liberalen
De Federatie van Liberalen (Italiaans: Federazione dei Liberali, FdL) is een kleine liberale politieke partij in Italië die op 6 februari 1994 werd opgericht. De partij geldt als een van de opvolgers van de Liberale Partij van Italië die als gevolg van corruptieschandalen van prominente leden (waaronder ministers) in 1994 werd opgeheven. De andere opvolger van de oude liberale partij is de Unie van het Centrum (UdC), die echter een conservatievere koers voer dan de FdL. De UdC ging in 1998 op in de centrumrechtse politieke partij Forza Italia (FI).
Na de oprichting van de FdL werd Alfredo Biondi, de laatste voorzitter van de PLI aangewezen als eerste voorzitter van de nieuwe FdL. Bij de verkiezingen van 1994 werden enkele leden van de FdL in het parlement gekozen. De meeste kandidaten waren dankzij lijstverbindingen met de christendemocratische en liberale Patto Segni van Mario Segni en de conservatief-liberale Forza Italia in het parlement terechtgekomen.
In 1995 sloot de Liberaal-Democratische Unie van Valerio Zanone zich bij de FdL aan. Zanone was eind jaren 70 partijleider van de PLI geweest. Zanone werd gekozen als nieuwe partijvoorzitter. Onder Zanone schoof de FdL meer op naar links en sloot zich aan bij La Margherita, een samenwerkingsverband van centrum en centrumlinkse politieke partijen. Binnen La Margherita vormde FdL samen met andere liberale groepen de Democratische Unie.
Grote successen voor de FdL bleven uit, hoewel Zanone in 2006 in de Senaat werd gekozen. Binnen de partij ontstond onenigheid over de te voeren partijkoers. Raffaello Morelli, die Zanone in 2004 was opgevolgd als partijvoorzitter, stond kritisch tegenover de voortzetting van de deelname van de FdL binnen La Margherita en werd daarin gesteund door het merendeel van de partijleden. Als gevolg hiervan trad Zanone uit de FdL, om zich aan te sluiten bij de progressieve Democratische Partij.
Herbezinning en de nieuwe partijkoers die sinds het vertrek van Zanone is ingezet hebben niet voorkomen dat de partij electoraal steeds slechter is gaan presteren. Aan de vooravond van de Europese Parlementsverkiezingen van 2014 sloten verscheidene kleine liberale, christendemocratische en conservatieve partijen, waaronder de FdL zich aaneen onder de naam Europese Keuze, die echter geen zetel in het Europees Parlement wist te veroveren.

## Ideologie
De FdL is de ideologische opvolger van de Liberale Partij van Italië en daarmee een aanhanger van het klassiek liberalisme. Anders dan de PLI is de FdL op sociaal gebied progressiever, wat onder meer blijkt uit de bereidheid tot samenwerking met politieke partij aan de linkerkant van het politieke spectrum.
De partij geldt als bijzonder pro-Europees en voorstander van een federaal Europa.

## Partijcongressen
- I Constituerende Vergadering - Rome, 6 februari 1994
- II Vergadering, i.v.m. Europese verkiezingen - Rome, 23 april 1994
- I Congres- Lucca, 22-24 juli 1994
- II Congres - Rome, 3-5 februari 1995
- III Congres - Rome, 1-3 maart 1996
- IV Congres - Rome, 16-18 maart 1997
- V Congres - Rome, 17-18 januari 2001
- VI Congres - Rome, 18-19 januari 2003
- VII Congres - Florence, 5 november 2005